# Зебјулон (Северна Каролина)
Зебјулон (енгл. Zebulon) град је у америчкој савезној држави Северна Каролина.

## Демографија
По попису из 2010. године број становника је 4.433, што је 387 (9,6%) становника више него 2000. године.
| Група             | 2000.         | 2010.         |
| Белци             | 2.015 (49,8%) | 1.902 (42,9%) |
| Афроамериканци    | 1.608 (39,7%) | 1.713 (38,6%) |
| Азијати           | 41 (1,0%)     | 46 (1,0%)     |
| Хиспаноамериканци | 348 (8,6%)    | 706 (15,9%)   |
| Укупно            | 4.046         | 4.433         |